# Geranium platyanthum
Geranium platyanthum är en näveväxtart som beskrevs av John Firminger Duthie. Geranium platyanthum ingår i släktet nävor, och familjen näveväxter. Inga underarter finns listade i Catalogue of Life.